# Brian McFadden
Brian Nicholas McFadden (* 12. dubna 1980 Dublin) je irský zpěvák, skladatel a televizní moderátor, který se proslavil jako člen irské chlapecké skupiny Westlife. Po svém odchodu ze skupiny v roce 2004 vydal McFadden své debutové sólové album Irish Son. Od té doby vydal ještě čtyři studiová alba: Set In Stone, Wall Of Soundz, The Irish Connection a Otis. Během mládí měl vždy zájem o zpěv, tanec a fotbal. Byl vychován jako katolík. Poté, co se připojil ke skupině v roce 1998, změnil pravopis svého jména z „Brian“ na „Bryan“, aby si usnadnil podpis autogramů. V březnu 2004 opustil McFadden skupinu, aby trávil více času se svou rodinou a pracoval na sólových projektech. Když začal svou sólovou kariéru, rozhodl se vrátit pravopis svého křestního jména zpět do svého původního „Brian“. Má 2 dcery se zpěvačkou Kerry Katona, bývalou členkou skupiny Atomic Kitten.